# Justicia lilloana
Justicia lilloana är en akantusväxtart som beskrevs av Ariza Espinar. Justicia lilloana ingår i släktet Justicia och familjen akantusväxter. Inga underarter finns listade i Catalogue of Life.